# Fairview Park (Ohio)
Fairview Park – miasto w Stanach Zjednoczonych, w na północy stanu Ohio, w pobliżu wybrzeża jeziora Erie. Liczba mieszkańców w 2000 roku wynosiła 17 572.